# Iklad
Iklad ist eine ungarische Gemeinde im Komitat Pest. Sie gehört zum Kreis Aszód.

## Geschichte
Iklad wurde 1356 erstmals urkundlich erwähnt.

## Galerie

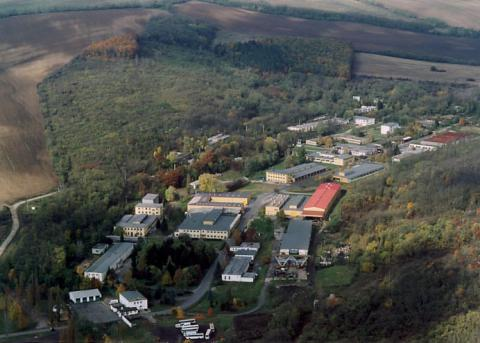
Luftaufnahme
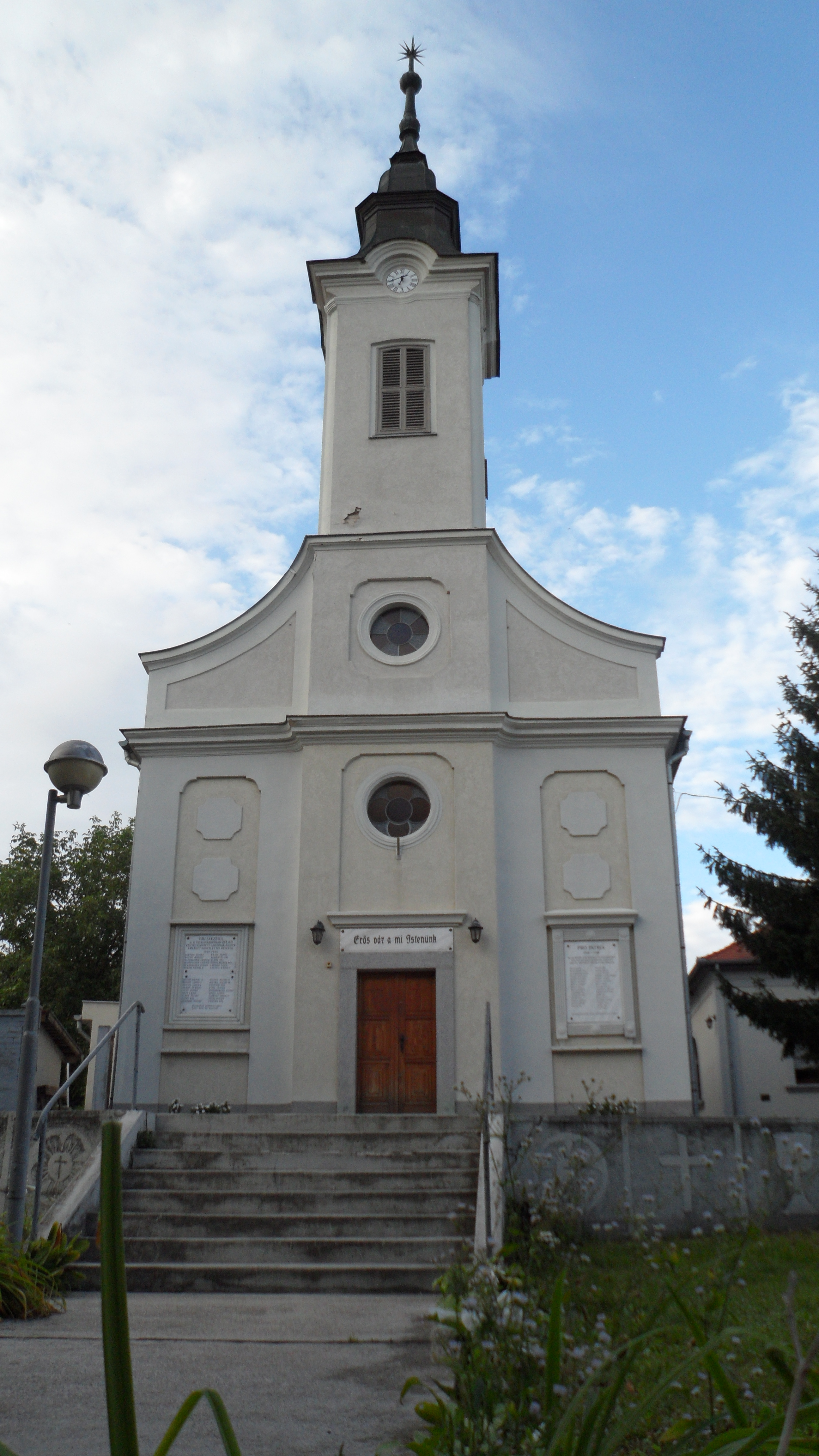
Evangelische Kirche
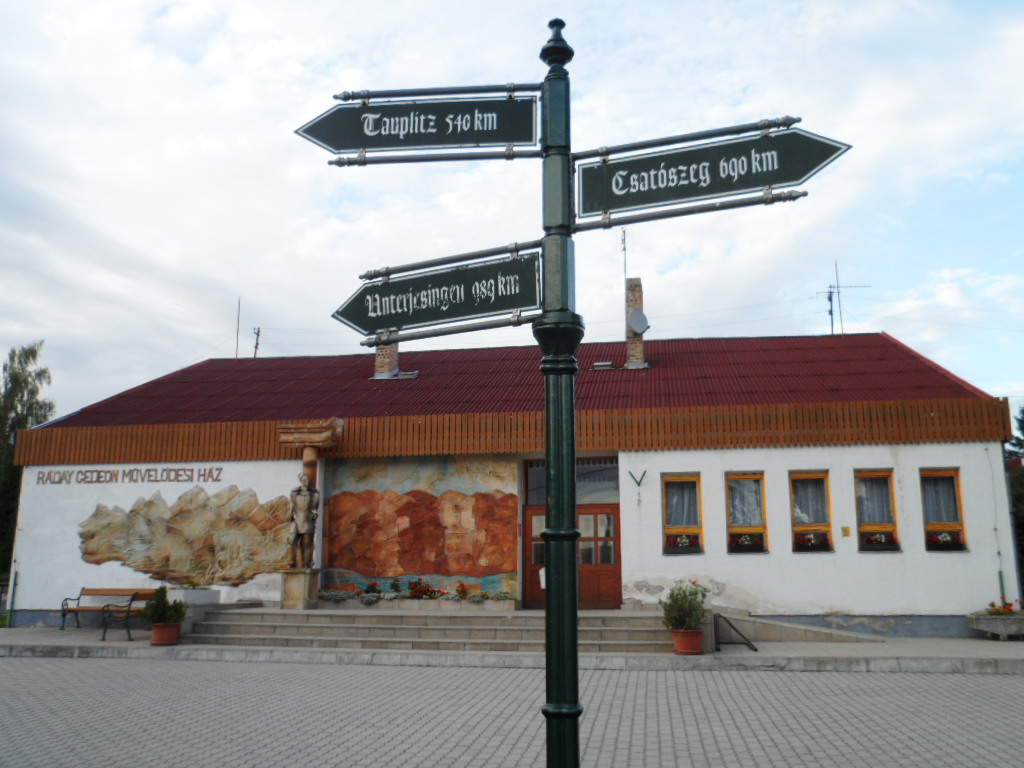
Kulturhaus
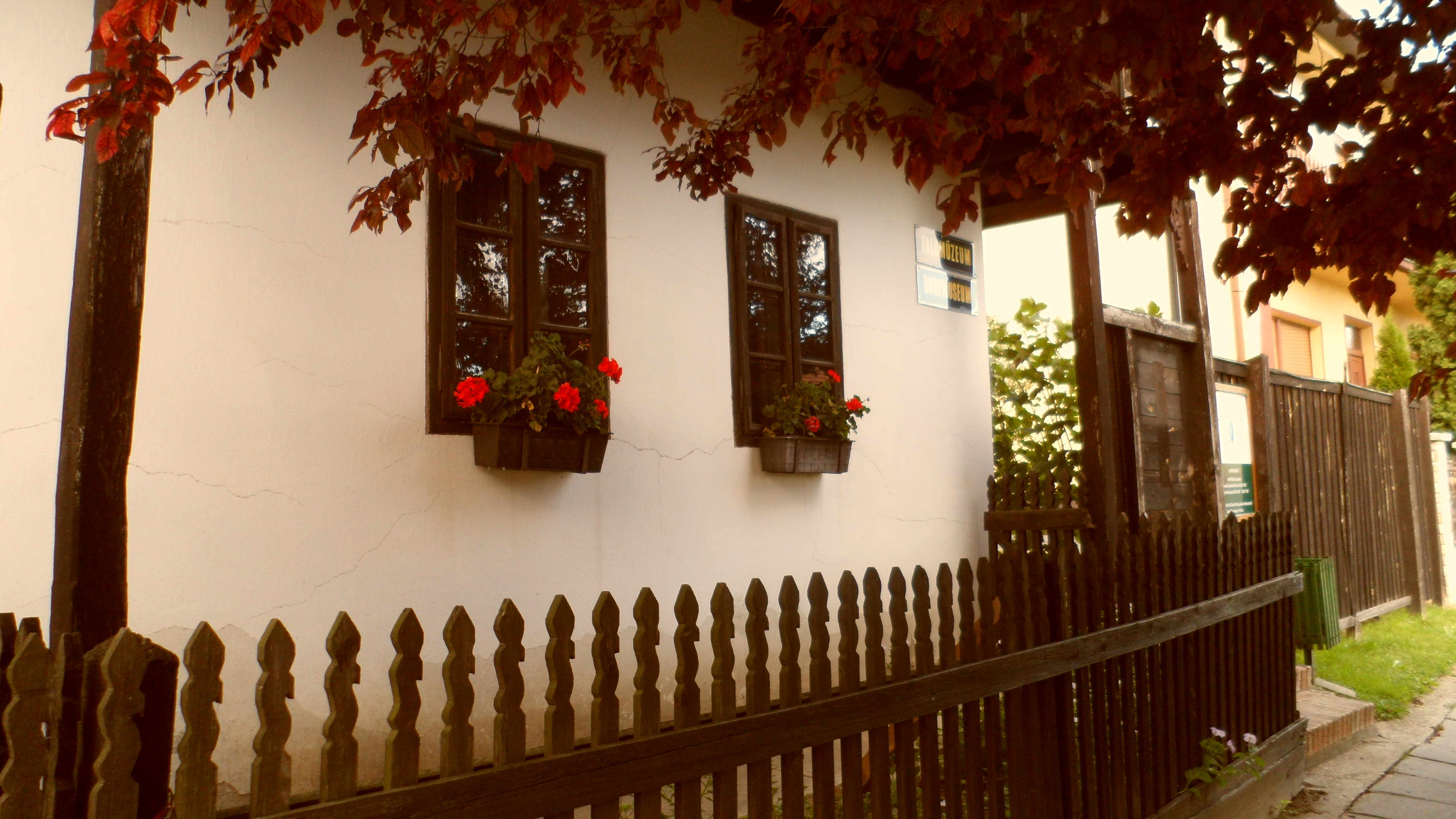
Dorfmuseum

## Partnergemeinden
- Cetăţuia, Rumänien
- Tauplitz, Österreich
- Tübingen-Unterjesingen, Deutschland